# Хас-пуш
«Хас-пуш» — советский немой художественный фильм 1927 года, поставленный Амо Бек-Назаровым по мотивам рассказов Раффи «Носящие шёлк» и Вртанеса Папазяна «Персия при Каджарах».

## Сюжет
О революционном движении персидских крестьян и горожан против засилья английских табачных монополий.
Персия в 1891 г. — арена ожесточённой схватки между иностранными монополиями. В борьбе английского и русского капитала победу одерживают монополисты Англии. Страна остаётся без хлеба. Обнищавшие крестьяне и ремесленники — хас-пуши — поднимают восстание против иностранных колонизаторов. Поначалу восстание возглавляют купцы и духовенство. Городская беднота громит английское посольство. В критический момент купцы и духовенство устраняются от борьбы, предательски оставляя народные массы. Союз хас-пушей, выступающий под флагом защиты шариата, сбрасывает религиозную оболочку. Городская беднота начинает осознавать свои подлинные классовые интересы. И хотя восстание подавлено, мысль о необходимости социальной борьбы остается в сознании угнетённого народа.

## В ролях
- Грачья Нерсесян — Рза, крестьянин
- М. Дулгарян — Фатима, его жена
- Авет Аветисян — полицмейстер Бегляр-беги
- Юнис Сулейманов — отец Рзы
- Амбарцум (Амвросий) Хачанян — Садр а Зам, премьер-министр
- Мкртич Джанан — Сеид Габибулла, владелец табачной плантации
- А. Янчар — британский посол
- Микаэл Манвелян - Российский посол
- Тигран Айвазян — хас-пуш Ахмед
- Михаил Гарагаш — купец, продавец хлеба
- Тигран Шамирханян — Старший погонщик Габибуллы
- Вагарш Вагаршян — шах
- Амасий Мартиросян — мулла
- Аршавир Тер-Мкртчян — Машаммад Ага

## Съёмочная группа
- художники-постановщики — Михаил Арутчян, Михаил Сургунов
- главный администратор — Михаил Гарагаш
- консультант — Степан Манукян

## Технические данные
- чёрно-белый, немой
- впервые на экране — 31 января 1928